# NK Nafta 1903
Nogometni klub Nafta Lendava 1903, thường hay gọi NK Nafta Lendava 1903 hoặc đơn giản Nafta, là một câu lạc bộ bóng đá Slovenia đến từ Lendava, hiện tại thi đấu ở Giải bóng đá hạng nhì quốc gia Slovenia với tên gọi Nafta 1903. Câu lạc bộ được thành lập năm 2012. ND Lendava 1903 không được xem là kế vị hợp pháp của NK Nafta Lendava và thống kê cũng như danh hiệu của hai câu lạc bộ sẽ tách biệt theo Hiệp hội bóng đá Slovenia và Association of 1. SNL.

## Danh hiệu
- Giải bóng đá hạng ba quốc gia Slovenia: 1

2016-17
- Giải bóng đá hạng tư quốc gia Slovenia: 1

2012-13
- MNZ Lendava Cup: 4

2015-16, 2016-17, 2017-18, 2018-19

## Cổ động viên
Cổ động viên của câu lạc bộ được gọi là Gorgone Lendava. They also supported the old NK Nafta Lendava, which was dissolved in 2011.